# Singhiella kuraruensis
Singhiella kuraruensis là một loài côn trùng cánh nửa trong họ Aleyrodidae, phân họ Aleyrodinae.
Singhiella kuraruensis được Takahashi miêu tả khoa học đầu tiên năm 1933.